# Lista de alcaides da Covilhã
Este anexo é composto por uma lista de Alcaides mores da Covilhã
- Estêvão Anes, alcaide-mor da Covilhã,
- João Esteves, alcaide-mor da Covilhã,
- Vasco Pires de Castelo-Branco, alcaide-mor da Covilhã e de Monsanto * c. 1350,
- Martim Lourenço de Almeida, alcaide da Covilhã * c. 1350,
- D. Fernando de Castro, 1.º senhor do Paul do Boquilobo * c. 1380,
- Martim Vaz de Castelo-Branco, alcaide-mor da Covilhã * c. 1400,
- João Lourenço de Figueiredo, alcaide-mor da Covilhã * c. 1410,
- D. Rodrigo de Castro, senhor de Valhelhas, "o de Monsanto", senhor de Valhelhas e Almendra * c. 1440,
- André Teles de Menezes, alcaide-mor da Covilhã * c. 1485,
- Aires Teles de Menezes, alcaide-mor da Covilhã * c. 1560,